# Cuscuta babylonica
Cuscuta babylonica är en vindeväxtart som beskrevs av Auch. och Jacques Denys Denis Choisy. Cuscuta babylonica ingår i släktet snärjor, och familjen vindeväxter. Utöver nominatformen finns också underarten C. b. elegans.